# Daniello Solaro
Daniello Solaro (Genova, 1649 – Genova, 1726) è stato uno scultore italiano.
Detto anche Daniele Solaro o Solari, fu uno scultore italiano di epoca barocca, attivo a Genova e in Francia. Nacque a Genova, nel 1649, dallo scultore Carlo Solaro. Fu apprendista presso lo scultore francese Pierre Puget durante i lavori per la Basilica di Carignano. è ricordato un suo viaggio formativo a Roma, testimoniato dalle influenze dell'Algardi nella sua opera.

## Opere
- I santi intercedono per le anime del Purgatorio in Santa Maria delle Vigne, Genova
- L'Estasi di santa Teresa per la chiesa dello Spirito Santo a Savona
- Quattro rilievi per il presbiterio della cattedrale di Valencia, considerati dai critici il suo capolavoro.
- Un altare per la chiesa di san Marco al molo, Genova
- Una cappella per la basilica dei Santi Giacomo e Filippo, parrocchiale di Taggia
- L'altare maggiore della Chiesa dei Santi Nazario e Celso, parrocchiale di Arenzano
- L'altare maggiore della chiesa di san Luca a Genova
- Gli angeli e l'immacolata della cappella della chiesa di san Filippo Neri, Genova

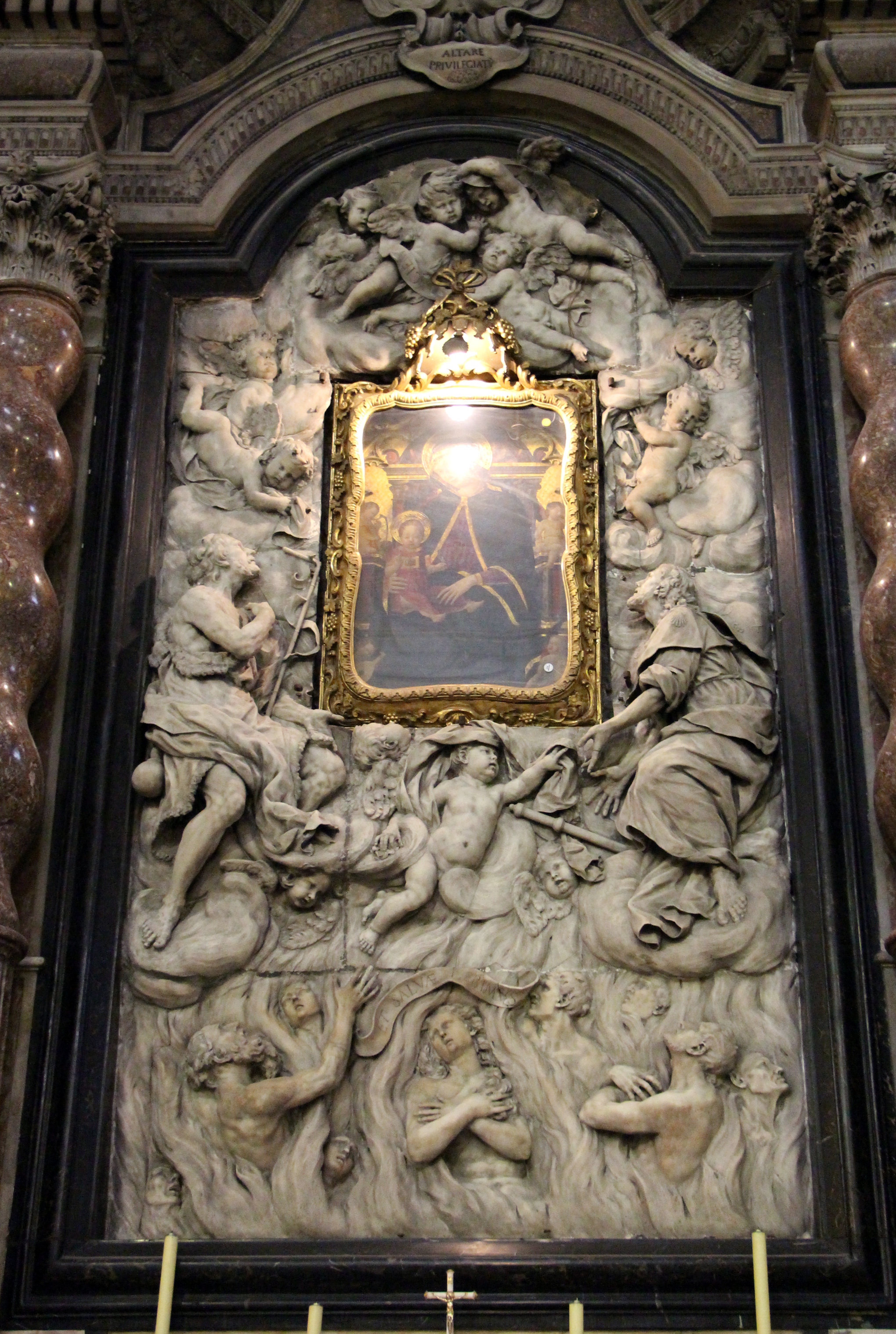
I santi intercedono per le anime del Purgatorio, Santa Maria delle Vigne, Genova
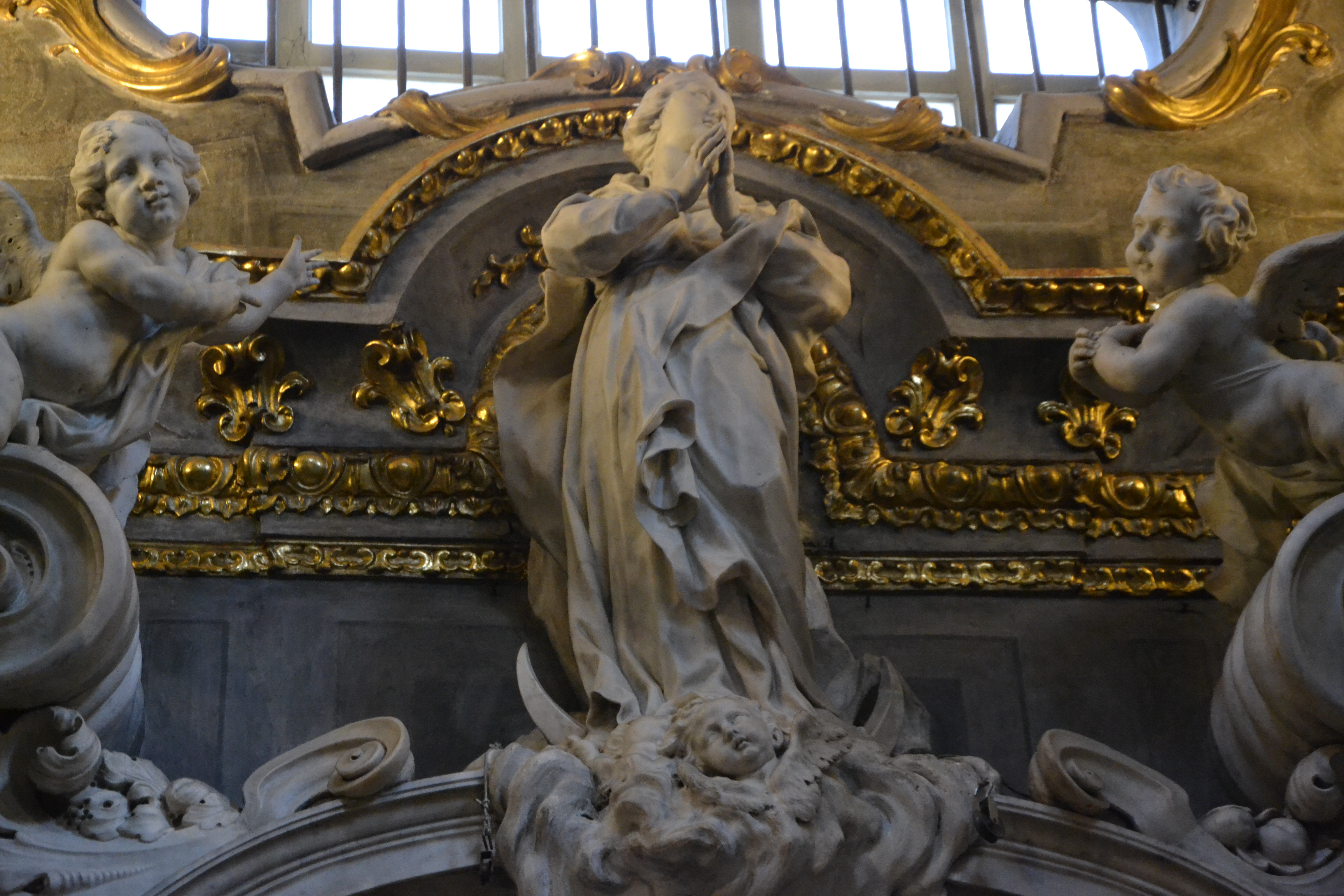
Immacolata, san Filippo Neri, Genova
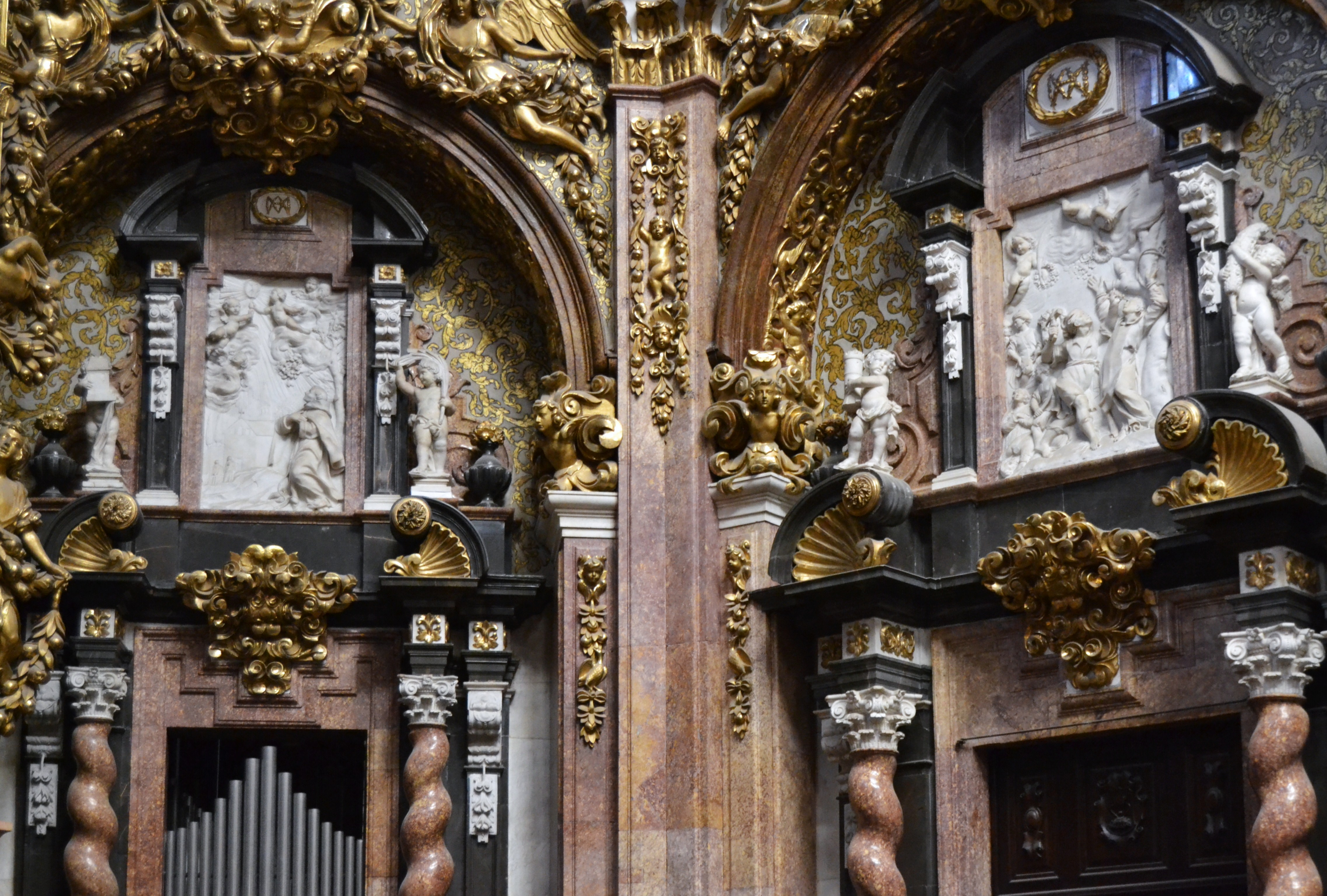
Rilievi per il presbiterio della cattedrale di Valencia